# Оксид кадмію
Окси́д ка́дмію — неорганічна бінарна сполука складу CdO. Являє собою коричневу кристалічну або ж аморфну речовину. Має слабкі амфотерні властивості.

## Поширення у природі
Основним природним джерелом оксиду кадмію є мінерал монтепоніт. Зустрічається також як сполука-супутник у цинкових рудах.

## Хімічні властивості
При нагріванні оксид кадмію може розкладатися:
{\displaystyle \mathrm {2CdO{\xrightarrow {900-1500^{o}C}}2Cd+O_{2}} }
Погано розчиняється у воді через утворення гідроксидної плівки Cd(OH)2, добре розчиняється у розведених кислотах:
{\displaystyle \mathrm {CdO+2HCl\rightarrow CdCl_{2}+H_{2}O} }
{\displaystyle \mathrm {CdO+2HNO_{3}\rightarrow Cd(NO_{3})_{2}+H_{2}O} }
Взаємодіє з неметалами та їхніми оксидами, зокрема, може поглинати з повітря вуглекислий газ:
{\displaystyle \mathrm {2CdO+3S{\xrightarrow {490-510^{o}C}}2CdS+SO_{2}} }
{\displaystyle \mathrm {2CdO+Cl_{2}{\xrightarrow {500-600^{o}C}}CdCl_{2}+O_{2}} }
{\displaystyle \mathrm {CdO+CO_{2}{\xrightarrow {120-140^{o}C}}CdCO_{3}} }
Проявляє амфотерні властивості, реагуючи із лугами при сплавленні:
{\displaystyle \mathrm {CdO+2KOH{\xrightarrow {450-500^{o}C}}K_{2}CdO_{2}+H_{2}O} }
Може утворювати координаційні сполуки, де атом кадмію виступатиме в ролі комплексоутворювача, координуючи 4 (рідше 3 та 6) ліганди:
{\displaystyle \mathrm {CdO+4NaCN+H_{2}O\rightarrow Na_{2}[Cd(CN)_{4}]+2NaOH} }
Оксид відновлюється до металевого кадмію воднем та коксом:
{\displaystyle \mathrm {CdO+H_{2}{\xrightarrow {300^{o}C}}Cd+H_{2}O} }
{\displaystyle \mathrm {2CdO+C{\xrightarrow {500-700^{o}C}}2Cd+CO_{2}} }

## Застосування
Використовується як каталізатор хімічних реакцій, пігмент, а також у нанесенні кадмієвих покриттів на металеві поверхні.

## Токсичність
Як і решта сполук кадмію, оксид проявляє сильнотоксичну дію. Потрапляючи до організму шляхом інгаляції, він може спричиняти набряк легенів, утруднене дихання, кашель, стиснення у грудях, головний біль, м'язові болі, нудоту, діарею. Відноситься до потенційних канцерогенів.